# Glacier des Améthystes
Le glacier des Améthystes est un glacier de France situé dans le massif du Mont-Blanc, sur la commune de Chamonix-Mont-Blanc.
Le glacier naît sur l'ubac des pointes Inférieure et Supérieure des Améthystes, du Tour Noir et de l'aiguille de l'A Neuve et l'adret du col du Tour-Noir et de l'aiguille d'Argentière, à environ 3 600 mètres d'altitude, et se dirige vers le sud-ouest en direction du glacier d'Argentière. Il fait partie des glaciers latéraux situés en rive droite du glacier d'Argentière avec ceux des Rouges du Dolent et du Tour-Noir au sud-est et du Milieu, du Chardonnet, du Trident, Adams Reilly et du Passon au nord-ouest. Côté suisse se trouvent le glacier de l'A Neuve de l'autre côté de l'aiguille de l'A Neuve et le glacier de Saleinaz de l'autre côté du col du Tour-Noir. Le refuge d'Argentière se trouve au sud-ouest du glacier des Améthystes, derrière la moraine en rive droite de sa langue terminale.

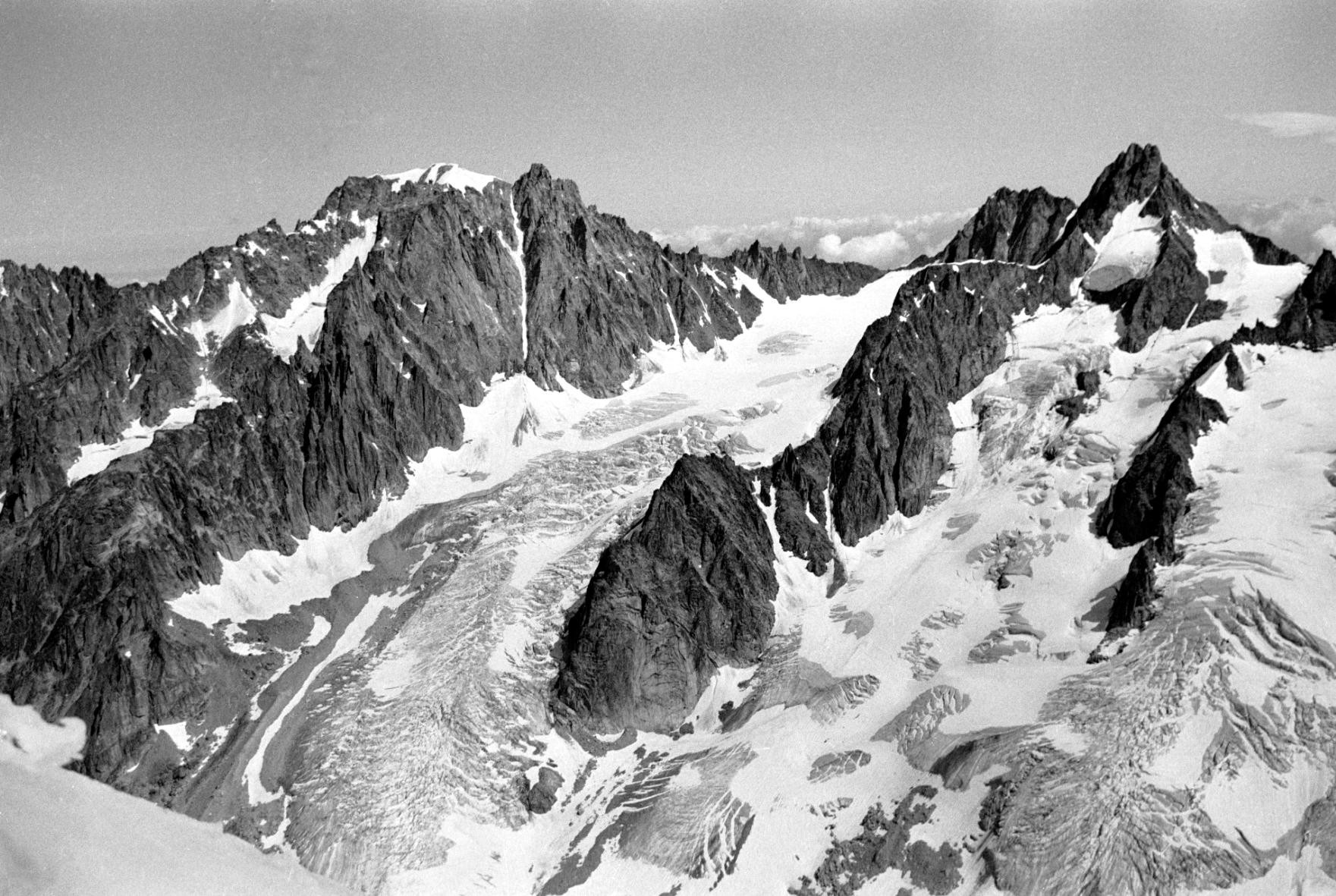
Vue en 1983 depuis les Courtes au sud-ouest des glaciers des Améthystes (à gauche) et du Tour-Noir (à droite) dominés par l'aiguille d'Argentière (à gauche) et le Tour Noir (à droite).